# 緊急上陸
緊急上陸（きんきゅうじょうりく）とは、船舶又は航空機に乗っている外国人が疾病その他の事故により治療等の必要がある場合に緊急に認められる本邦への上陸をいう（出入国管理及び難民認定法17条）。
法律上緊急上陸の制度が設けられているのは、治療等の緊急事態における人道上の配慮からである。そのため、寄港地上陸、通過上陸及び乗員上陸とは異なり、治療等の必要のある外国人について上陸拒否事由がある場合でも緊急上陸の許可の対象となる。
緊急上陸の申請は、船長若しくは機長又は運送業者が行う。厚生労働大臣又は法務大臣の指定する医師の診察を経た上で、その事由がなくなるまでの間、緊急上陸の許可がされる。
なお、緊急上陸中の一切の費用は、船長若しくは機長又は運送業者が負担する。